# Михаил Сидеров
Михаил Сидеров е български революционер, деец на Вътрешната македоно-одринска революционна организация.

## Биография
Михаил Сидеров е роден в град Мустафапаша, тогава в Османската империя, днес Свиленград, България. По професия е кафеджия. През Илинденско-Преображенското въстание действа с четите на Марин Чолаков и подпоручик Вълчо Славов. Заедно нападат село Кюстюкьой на 10 октомври 1903 година, като в последвалото сражение Михаил Сидеров и един негов четник са убити.